# Lophocampa alternata
Lophocampa alternata är en fjärilsart som beskrevs av Augustus Radcliffe Grote 1867. Lophocampa alternata ingår i släktet Lophocampa och familjen björnspinnare. Inga underarter finns listade.

## Bildgalleri

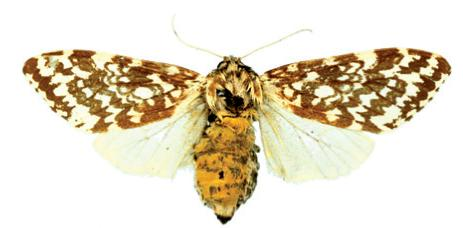